# David Åslin
David Åslin, född 26 juli 1989 i Mora, Dalarna, är en svensk ishockeyspelare. Han är son till ishockeymålvakten Peter Åslin.